# 凱迪三角線
凱迪三角線（英語：Keddie Wye）位於美國加利福尼亞州普盧默斯縣凱迪镇，是現屬聯合太平洋鐵路的交會站；東西向的羽毛河線（Feather River Route）和向北通往比伯的BNSF鐵路蓋特威分區（Gateway Subdivision）路線在此交會。
本處著名之處，在於是世界上唯一一個兩邊路線位於橋上，第三邊則通過隧道中相連的三角線。  三角線中，西段和北段是跨越西班牙溪（Spanish Creek）的橋樑，兩個橋段路線於31號隧道中會合；東南段則是一條隧道（32號隧道）。 
本三角線與鄰近的鎮命名來自於亞瑟·W·凱迪 (Arthur W. Keddie)。他從傑伊·古爾德 的兒子喬治·傑伊·古爾德 (George Jay Gould) 購得了探勘並興建穿越羽毛河峽谷之鐵路的權利。

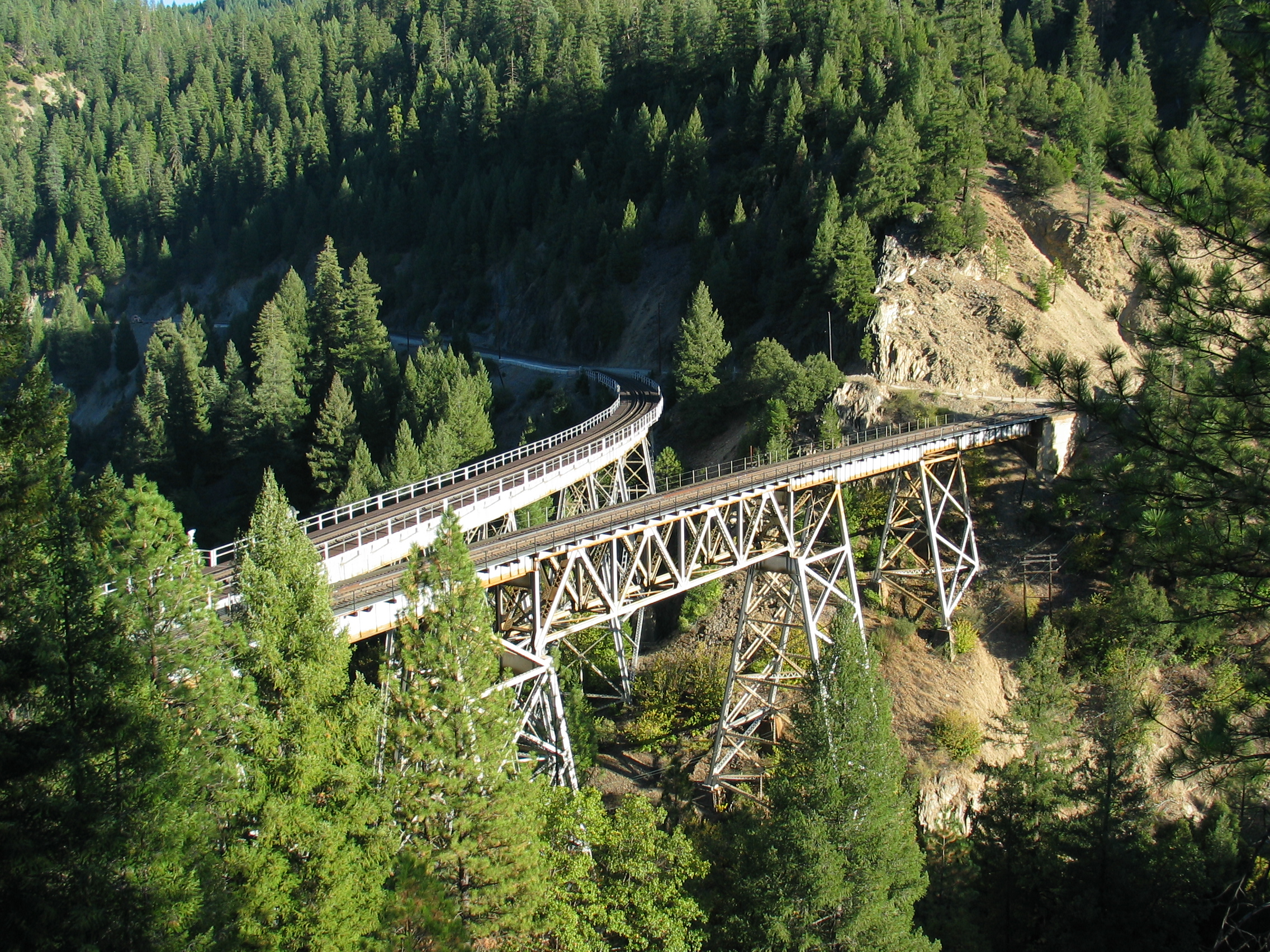
凱迪三角線，攝於2003 年

## 历史
西太平洋铁路（現已被聯合太平洋鐵路併購）于 1909 年沿着羽毛河修建鐵路，在11月於凱迪鎮舉行完工典禮，釘下最後一根道釘，完成了從旧金山湾区到犹他州盐湖城的路線， 成為南太平洋鐵路通過唐納山口（Donner Pass）之路線以外的的替代方案。
由於羽毛河線穿越内華達山脈的最高點－－貝克沃斯山口（Beckwourth Pass）下的奇爾庫特隧道（Chilcoot Tunnel ），海拔約僅1500公尺高，比唐納山口路線的2100公尺為低，且大部分路線坡度也較緩，故有些人偏好羽毛河線。 
羽毛河線向北延伸至比伯的支線於 1930 年動工 。該支線連同三角線的北段與東南段於 1931 年竣工。由此，西太平洋鐵路的東西向路線（奧克蘭-鹽湖城主線），可在此三角線分岔，通往大北方鐵路（現為BNSF鐵路）與其太平洋西北地區的路網。 
此處是鐵道迷喜愛的景點，也是普盧默斯縣「世界七大鐵路奇觀」之一。  該縣旅遊指南提供造訪此處的說明。  
原西太平洋鐵路奧克蘭-鹽湖城主線，在此地區略呈南北走向，從奧克蘭方向東行的路線，通過31號隧道以後，沿三角線西段跨過西班牙溪而抵達凱迪鎮；通往比伯的支線，則在31號隧道出口分岔行三角線北段，跨過西班牙溪後沿河轉向北行。兩線在西班牙溪南岸有軌道經32號隧道連接，形成三角線。

## 圖片

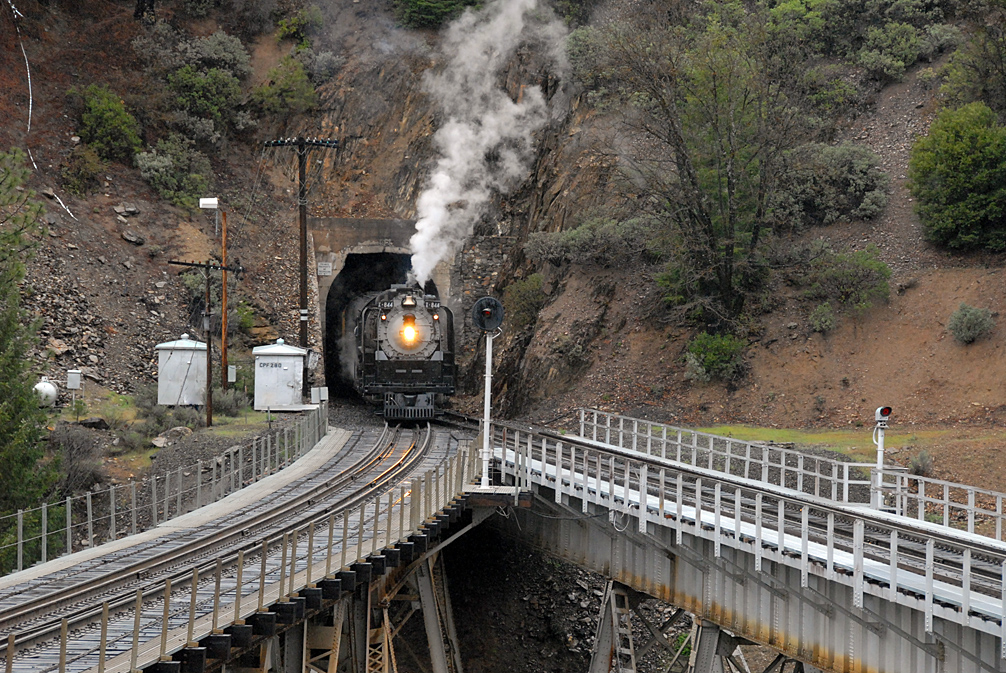
聯合太平洋鐵路844號蒸汽機車駛出31號隧道（2009年5月）
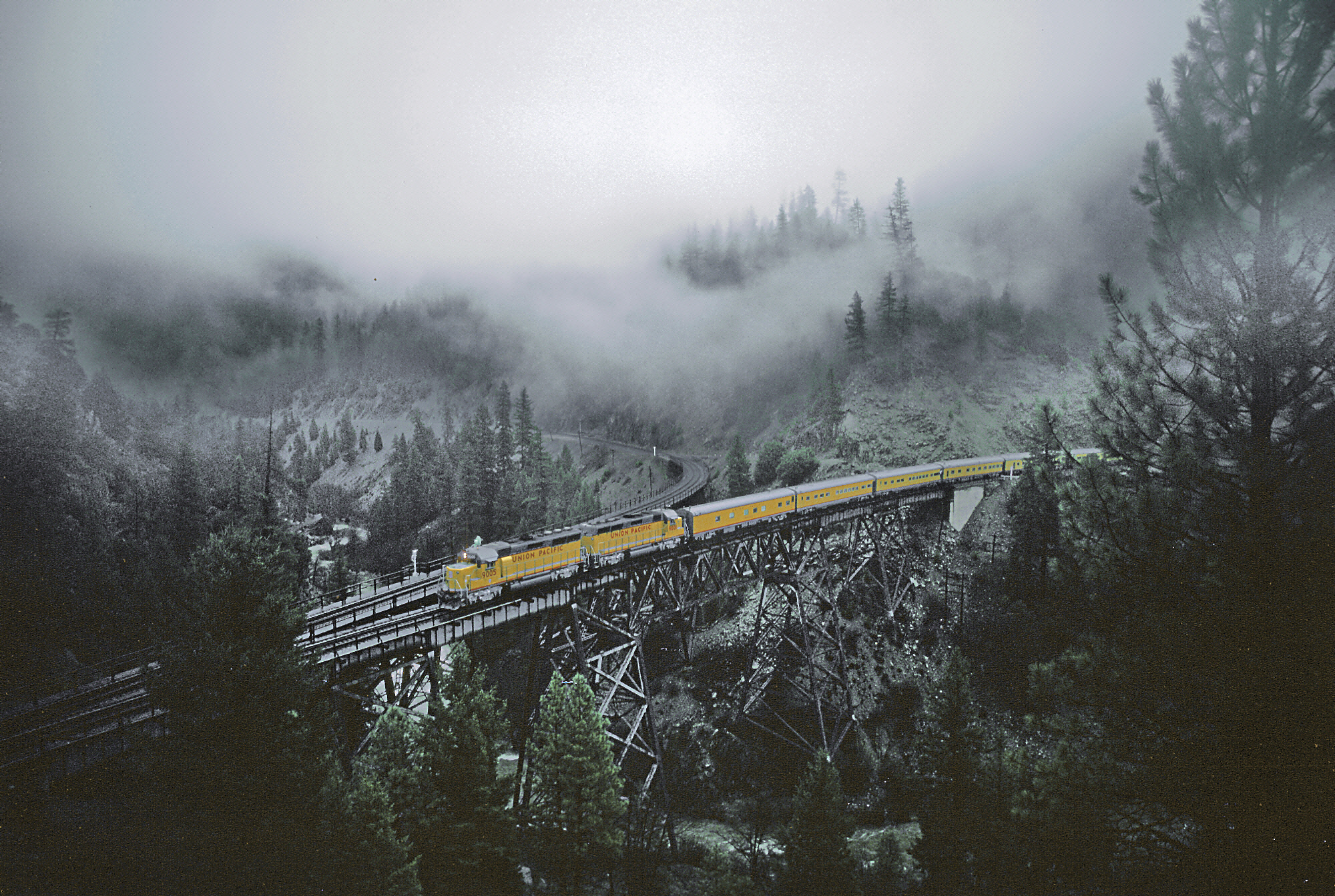
聯合太平洋鐵路管理人員專車（1983年2月）
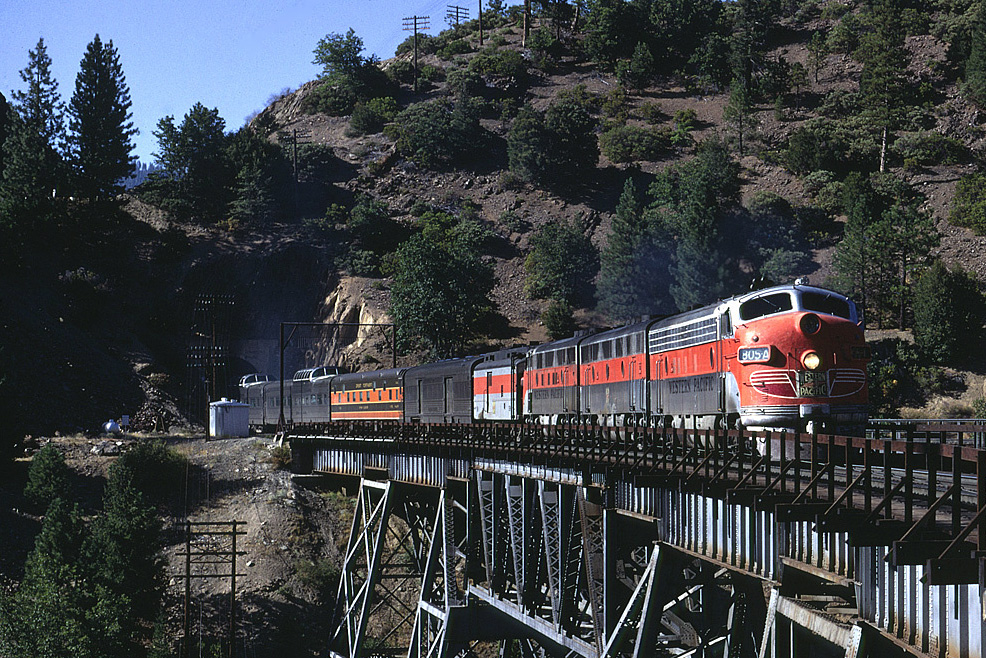
西太平洋鐵路加州和風號列車（1963年八月）
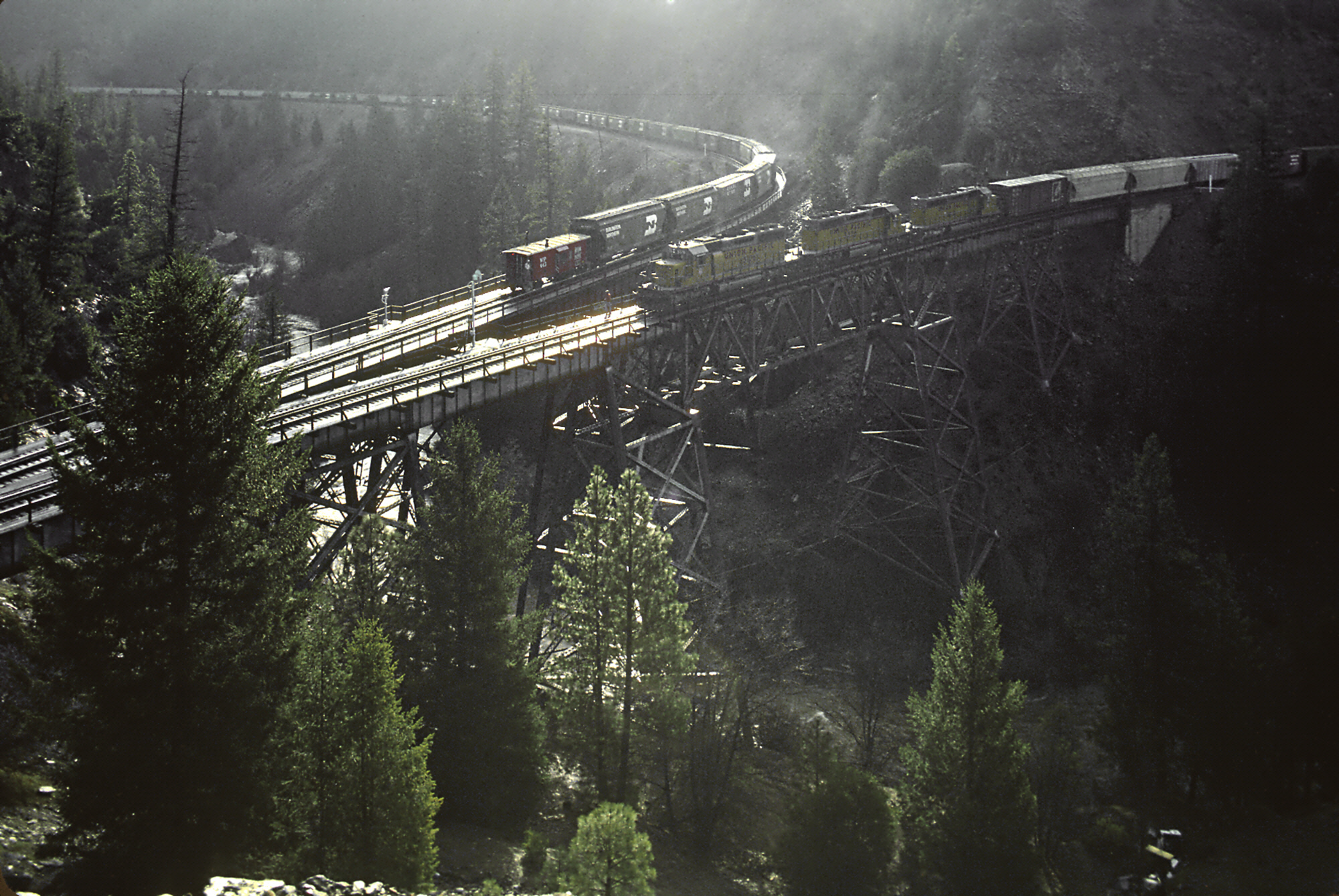
西行列車待避北行列車通過31號隧道（1983年三月）